# Udara filipina
Udara filipina är en fjärilsart som beskrevs av Siuiti Murayama och Okamura 1973. Udara filipina ingår i släktet Udara och familjen juvelvingar. Inga underarter finns listade i Catalogue of Life.